# Абдурахманова, Дженнет
Дженнет Абдурахманова (Абдуллаева) (1992, Костек, Хасавюртовский район, республика Дагестан — 29 марта 2010, Москва, Россия) — северокавказская исламистская террористка-смертница. Исполнительница одного из взрывов в Московском метрополитене в 2010 году. Абдурахманова совершила теракт в поезде на станции «Парк Культуры» Сокольнической линии, в результате которого погибло более 20 человек.

## Биография
Родилась в селе Костек Хасавюртовского района республики Дагестан. Маулехтыз, мать смертницы, имела проблемы со здоровьем и была безработной. Соседи замечали странности в поведении женщины. Некий Абдуллаев, который приходится отцом Дженнет, бросил семью во время беременности Маулехтыз. Террористка родилась уже без отца. Позже её мать вышла замуж за некого Абдурахманова, с которым развелась через некоторое время.
Училась в школе №1 до 2005 года. Вагидат Хасбулатовна, первая учительница Дженнет, отмечает, что она была отличницей и участвовала во всех проводимых в школе мероприятиях. Позже семья переехала в Хасавюрт, где испытывала трудное финансовое положение.
В 16 лет Дженнет познакомилась с боевиком Умалатом Магомедовым, с которым сбежала спустя несколько недель и за которого вышла замуж. Спустя пару месяцев девушка сообщила семье, что счастлива в браке.
Магомедов был убит в ходе спецоперации 31 декабря 2009 года в Хасавюрте. Вероятно, Дженнет попала под влияние ваххабитов, в том числе Саида Бурятского, в результате чего поклялась отомстить за мужа.

## Теракт
В Москву смертница приехала на рейсовом автобусе Москва—Махачкала. По словам водителя, на станции Кизляр компания из 5 человек, в том числе 2 девушек, попросила довезти их до столицы. Водитель согласился, проверять документы у пассажиров он не стал. В 01:30 автобус прибыл в Москву.
Пояс смертника Дженнет вместе со второй террористкой Мариам Шариповой получала на станции «Воробьёвы горы». Студент из Малайзии, который ехал в одном вагоне с террористкой, рассказал, что у неё был стеклянный взгляд, зрачки были сильно расширены, она не моргала и стояла она в неестественной позе.
Взрыв произошёл в 08:39 на станции «Парк культуры» Сокольнической линии в третьем вагоне поезда маршрута № 45, который следовал в сторону станции «Улица Подбельского» (ныне «Бульвар Рокоссовского»). Некоторые СМИ сообщают, что при Абдурахмановой была найдена записка любовного характера на арабском языке. Возможно, смертница проходила обучение на Ближнем Востоке.